# Болен (Воклиз)
Болен (фр. Bollène) насеље је и општина у Француској у региону Прованса-Алпи-Азурна обала, у департману Воклиз која припада префектури Авињон.
По подацима из 2011. године у општини је живело 14.040 становника, а густина насељености је износила 259,86 становника/km². Општина се простире на површини од 54,03 km². Налази се на средњој надморској висини од 55 метара (максималној 312 m, а минималној 42 m).

## Демографија
| 1962. | 1968.  | 1975.  | 1982.  | 1990.  | 1999.  | 2011.  |
| ----- | ------ | ------ | ------ | ------ | ------ | ------ |
| 9.276 | 11.555 | 11.434 | 12.679 | 13.907 | 13.835 | 14.040 |

График промене броја становника у току последњих година